# Stanislav Ljubšin
Stanislav Andreevič Ljubšin (in russo Станисла́в Андре́евич Любши́н ?; Mosca, 6 aprile 1933) è un attore e regista sovietico, dal 1992 russo.

## Filmografia parziale

### Regista
- Pozovi menja v dal' svetluju (1977)
- Tri goda (1980)

### Attore
- La steppa (Step), regia di Sergej Bondarčuk (1977)
- Kadril, regia di Viktor Abrosimovič Petrov (1999)